# John Leslie Marshall
John Leslie Marshall (ur. 19 sierpnia 1940 w Londynie) – brytyjski polityk, samorządowiec i nauczyciel akademicki, poseł do Parlamentu Europejskiego I i II kadencji, w latach 1987–1997 członek Izby Gmin.

## Życiorys
Kształcił się w i Harris Academy w Dundee i Glasgow Academy, uzyskał tytuł Master of Arts na University of St Andrews. Wykładał ekonomię na University of Aberdeen i University of Glasgow. Pracował jako partner w przedsiębiorstwach, a od 1970 wykonywał zawód maklera. Autor publikacji naukowych i prasowych.
Początkowo działał w Narodowej Partii Liberalnej (odłamie Partii Liberalnej), następnie wraz z nią przystąpił do Partii Konserwatywnej. Zasiadał w radach miejskich Aberdeen (1968–1970) oraz Ealing (1971–1986), kilkukrotnie bezskutecznie kandydował do parlamentu krajowego. W 1979 i 1984 wybierany posłem do Parlamentu Europejskiego, przystąpił do frakcji Europejscy Demokraci. W latach 1987–1997 przez dwie kadencje pozostawał członkiem Izby Gmin, w 1997 nie uzyskał reelekcji. Pomiędzy 1998 a 2010 zasiadał w radzie London Borough of Barnet. Zasiadał we władzach tej dzielnicy, a w latach 2008–2009 był jej burmistrzem.